# Бузулукский округ
Бузулукский округ — административно-территориальная единица Средне-Волжской области (образована 14 мая 1928 года, 20 октября 1929 года преобразована в Средне-Волжский край). Административный центр — город Бузулук.
16 июля 1928 года было утверждено разделение области на 9 округов (и 116 районов). В том числе был образован Бузулукский округ. В него вошли территории упразднённого Бузулукского уезда Самарской губернии.
Округ, по состоянию на 1928 год, был разделён на 7 районов:
- Алексеевский (центр — с. Алексеевка)
- Андреевский (центр — с. Андреевка)
- Борский (центр — с. Борское)
- Грачевский (центр — с. Грачевка)
- Пригородный (центр — г. Бузулук)
- Тоцкий (центр — с. Тоцкое)
- Сорочинский (центр — с. Сорочинское)

21 января 1929 года округ был упразднён. Большая часть его территории была передана в Самарский округ, Сорочинский район — в Оренбургский округ, а 7 сельсоветов Пригородного района — в Бугурусланский округ Средневолжской области.